# Jezioro Kamienickie
Jezioro Kamienickie (kaszb. Jezoro Kamienicczé) – jezioro na Pojezierzu Kaszubskim w powiatach kartuskim i lęborskim (województwo pomorskie). 
Jezioro Kamienickie położone jest na północno-zachodnim krańcu Kaszubskiego Parku Krajobrazowego, w zespole jezior potęgowskich.
Do 1 września 1939 przez jezioro przebiegała granica polsko-niemiecka.
Ogólna powierzchnia: 138 ha, długość: 2,4 km, szerokość: 1 km, maksymalna głębokość: 4,8 m.